# Fire! (film, 1901)
Pour les articles homonymes, voir Fire.
Pour plus de détails, voir Fiche technique et Distribution.
Fire! est un film britannique réalisé par James Williamson, sorti en 1901.
Ce film réitère le premier emploi du champ-contrechamp de l'histoire du cinéma dans un film précédent de James Williamson, Attaque d'une mission en Chine (1900).

## Synopsis
L’incendie est découvert par un policier qui tente en vain de pénétrer dans la maison. Il donne l’alerte. Les pompiers sortent une voiture de secours et attellent les chevaux qui s’élancent, immédiatement suivis par un autre véhicule. Dans sa chambre enfumée, un homme se désespère. Suffoquant, il essaye d’éteindre le feu qui le menace en versant l’eau d’un broc, une tentative dérisoire. Il cherche à sortir par la porte, il en est empêché par les flammes que l’on devine sur le palier. L’homme s’effondre sur le lit, évanoui. Lorsque le feu gagne les rideaux, les flammes en dévorant le voilage découvrent un pompier qui est là, derrière la fenêtre, juché sur une échelle. À coups de hache, il abat la croisée et entre, tirant derrière lui une lance d’incendie qu’il met en œuvre. Puis il prend l’homme toujours inconscient dans ses bras et l’évacue par la fenêtre. Portant l’homme sur son dos, il descend l'échelle. Arrivé au sol, le rescapé, qui a retrouvé ses esprits, se lamente, désignant la fenêtre, son enfant est restée dans la maison. Un autre pompier enfonce la porte et revient avec la fillette dans les bras, qu’il tend à son père, reconnaissant. À l’étage, un autre homme apparaît à une fenêtre, on tend une toile de secours, l’homme saute. Il est indemne, on l’évacue.

## Fiche technique
- Titre original : Fire!
- Titre français : Au feu !
- Réalisation : James Williamson
- Production : Williamson's Kinetograph Company Ltd
- Photographie : J. Williamson
- Durée : 3 min 07 s
- Format : 35 mm à double jeu de 4 perforations rectangulaires Edison, noir et blanc (teinté), muet
- Sortie :  Angleterre 15 octobre 1901

## Interprétation
- Tous les petits rôles ont été tenus par les pompiers de la ville de Howe.

## Analyse
Pour augmenter l’impression d’urgence dans la préparation des pompiers, James Williamson utilise au montage le plan sur plan, le jump-cut, c'est-à-dire qu'il débarrasse les plans de leurs parties trop lentes, inutiles, et qu'il raccourcit ainsi l'action sans faire appel à ce que l'on nomme des plans de coupe, destinés à masquer ces coupes vives. Le jump-cut, considéré longtemps comme une faute de raccord sera plus tard un procédé cher à Jean-Luc Godard qui le proposera comme figure de style et il est utilisé depuis par tous les cinéastes d'aujourd'hui. 
Quand la caméra se trouve dans la chambre où la victime s'est évanouie, un pompier se montre par la fenêtre et pénètre dans la pièce, emportant l'homme sur son dos. Le plan suivant est le contrechamp de ce plan. Encore une fois, après Attaque d'une mission en Chine, James Williamson construit sa scène sur un couple champ-contrechamp articulé sur la fenêtre qui sert de point de repère pour attester l’unicité de lieu des deux plans, donc la continuité temporelle de l’action malgré le passage d’un plan intérieur à un plan extérieur, le passage d’un décor à un autre décor. 
« Cependant, le champ-contrechamp n’a pas été simple à inventer et facile à copier. Trois ans plus tard, Edwin Stanton Porter réalise pour Thomas Edison Life of an American Fireman (La Vie d’un pompier américain), et il ne réussit pas à reproduire le champ-contrechamp. Pourtant, aux journalistes qui l’ont interviewé, Edwin Porter a confié volontiers avoir vu Fire !, et s’en être inspiré. On pourrait supposer qu’il a tout compris de la leçon de James Williamson mais il n’en est rien » En effet, il n'ose pas faire ce que les Anglais de l'École de Brighton font dès (1899), à savoir alterner les plans ne se déroulant pas dans le même décor mais participant à la même action et dans ce cas plus spécialement, mélanger l'intérieur filmé en studio avec l'extérieur filmé en ville, "matcher" les deux plans, comme le disent les monteurs. Edwin Stanton Porter montre la scène, filmée en studio, du début jusqu'à la fin, puis reprend exactement la même action, cette fois filmée en extérieur devant un bâtiment, également du début à la fin. Ce redoublement de l'action ne l'a pas gêné. De même, Georges Méliès, dans Le Voyage à travers l'impossible, plus tardif encore (1904), montre un train s'arrêtant en gare et la descente des voyageurs, d'abord vus depuis l'intérieur, puis la même action dans toute sa durée, vue depuis le quai de la gare. « Les mêmes voyageurs descendent pour la deuxième fois. Conventions qui sont celles des théâtres de féerie, mais qui ont cessé après 1908 d'être celles du cinéma. »